# Vladislav II. Jagello
Vladislav II. Jagello (polsky Władysław II Jagiełło), původním jménem Jogaila (kolem r. 1362? – 1. června 1434, Gródek), byl litevským velkoknížetem (1377–1401) a polským králem (1386–1434). Syn litevského knížete Algirdase a tverské kněžny Juliany Tverské, je považován za zakladatele dynastie Jagellonců, přičemž sám je ještě zařazován jako jeden z posledních Gediminovců.

## Litevský velkokníže

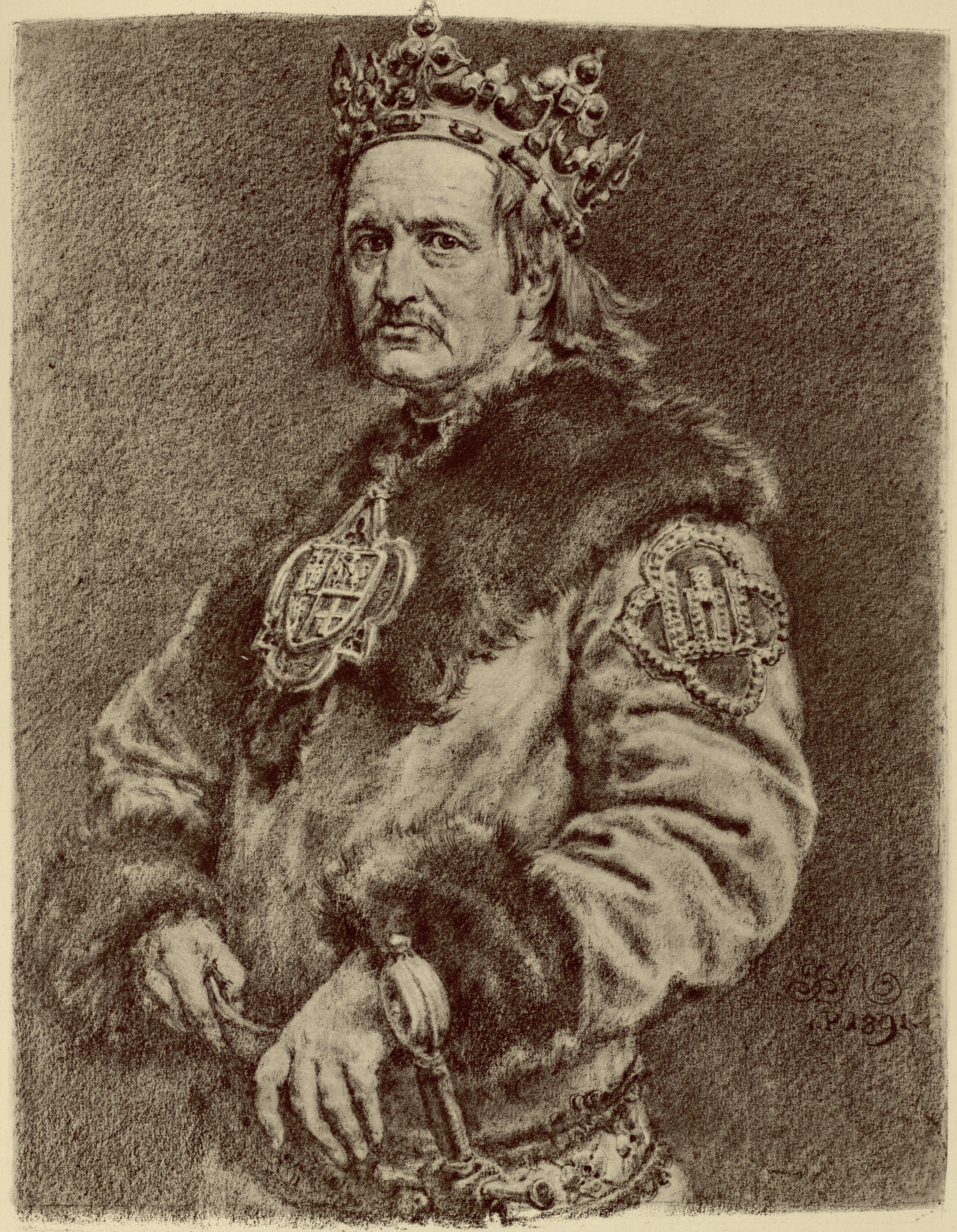
Vladislav Jagello od Jana Matejky (19. století)

Jako litevský velkokníže byl Jagello panovníkem posledního pohanského státu v Evropě. Litevci byli pohany, většina staroruského obyvatelstva Litvy, která v té době zaujímala také rozsáhlá západoruská území (celé dnešní Bělorusko a většinu Ukrajiny), byla pravoslavného vyznání. To poskytovalo výhodnou záminku k expanzi řádu německých rytířů, který působil ve východním Pobaltí. Jagello chtěl pokračovat v dobyvačné východní politice svého otce Algirdase (polsky Olgierda), proto byl ochoten poskytnout řádu ústupky ohledně Žmudě, která pro řád měla zásadní význam – anexí jejího území by se spojil pruský a livonský řádový stát.
Po nástupu na trůn se však Jagello musel potýkat s rozpory uvnitř vládnoucí dynastie. Bylo totiž zvykem, že vláda v Litevském velkoknížectví bývala rozdělena mezi bratry. Algirdas však jmenoval svým nástupcem výhradně Jagella, nejstaršího syna ze svého druhého manželství. To nehodlal respektovat Algirdasův starší bratr a spoluvládce Kęstutis (Kjestut), jeho syn Vytautas (Witold) a ani Jagellovi nevlastní starší bratři, polocký kníže Andrej a brjanský kníže Dmitrij. Andrej se vydal požádat o pomoc na velkoknížecí dvůr do Moskvy. Rusové vpadli na přelomu let 1379–1380 na Litvu a zmocnili se Starodubu a Trubčevsku. Algirdasovy smrti využil také uherský (1342–1382) a polský (1370–1382) král Ludvík I. Veliký, který roku 1377 napadl Halič a Podolí a přinutil zdejší knížata, aby mu složila lenní hold. V nejisté situaci se Jagello snažil zajistit nejprve smlouvami s řádem německých rytířů západní hranice Litvy. Roku 1379 uzavřel tajně desetileté příměří s velmistrem řádu a o rok později také s livonským představitelem řádu. Poté aktivizoval východní politiku. Na jaře 1380 vstoupil do spolku s tatarským emírem Mamajem a rjazaňským knížetem Olegem Ivanovičem proti Moskvě, zatímco jeho nevlastní bratři Andrej a Dmitrij táhli naopak proti Tatarům společně s vojskem Dmitrije Donského. Jagellovy oddíly však nestačily dorazit do bitvy na Kulikovském poli včas.
Roku 1381 byl Kęstutis informován o tajné smlouvě, kterou Jagello uzavřel s řádem a sesadil svého synovce z trůnu. Tím se dynastický konflikt rozhořel naplno. Jagellovi se však brzy podařilo ujmout se vlády znovu. Poté Vytautas požádal o pomoc křižáky, kteří využili situace a vpadli na Litvu. Roku 1382 s nimi Jagello uzavřel novou smlouvu, jíž postoupil řádu Žmuď a zavázal se přijmout křest. Její podmínky však neplnil, což vyvolalo roku 1383 další řádovou výpravu na litevské území.

## Smlouva v Krewě
Někdy v té době přijelo do sídelního litevského města Vilniusu poselstvo, které Jagellovi nabídlo polskou královskou korunu. Podmínkou byl sňatek s dědičkou trůnu Hedvikou z Anjou (Jadwigou), dcerou Ludvíka I., krále polského a uherského († 1382) a přijetí křesťanství.
Jagellovi bylo v té době nepochybně jasné, že Litva již dále christianizaci vzdorovat nemůže. Musel se však rozhodnout, zda se má svým křtem začlenit do východního ortodoxního nebo západního latinského církevního okruhu se všemi z toho plynoucími politickými důsledky. Nabízela se mu možnost přijmout křesťanství z pravoslavné Rusi a oženit se s dcerou Dmitrije Donského. To by ovšem nic nezměnilo na vztahu Litvy k řádu německých rytířů. Jako pravoslavná, to znamená heretická země by nejspíše dále poskytovala vhodnou ideologickou záminku pro expanzi. Tu by naopak odstranilo přijetí katolické víry, které nabízela polská varianta. Její další výhodou bylo spojenectví proti řádu, odstranění neshod v otázce Haliče a Volyně, případně dohoda o pokračování výbojů východním směrem. Zdálo se, že polsko-litevská unie přinese oběma stranám výhody.
Jednání, která se protáhla na celé dva roky, nebyla jednoduchá. Teprve 14. srpna 1385 byla v Krewě uzavřena smlouva (v latině), která Jagella zavazovala ke splnění řady podmínek. Všichni Litevci měli být pokřtěni a mnohem rozsáhlejší, ale méně konsolidovaný litevský stát připojen („applicare“) k Polské koruně. Smlouva nepředpokládala vytvoření personální unie, k tomu došlo teprve v praxi. Dále se měl Jagello postarat, aby byla Polsku navrácena ztracená území. Předpokládá se, že tím byla míněna Halič, mohlo však jít také o Východní Pomořany a Chelmsko. Roku 1386 přijal litevský velkokníže Jagello v Krakově křesťanskou víru, oženil se s Hedvikou/Jadwigou z Anjou a poté byl korunován jako Vladislav II. polským králem. Ještě předtím se mu podařilo uzavřít dohodu s bratry, kteří se nechali pokřtít společně s ním stejně jako jeho synovec Vytautas. Jagello svěřil správu Litvy svému bratru Skirgailovi (pokřtěn-nové jméno: Ivan), Vytautasovi přiřkl Černou Rus a Podlachii včetně Grodna a Brestu.

## Polský král

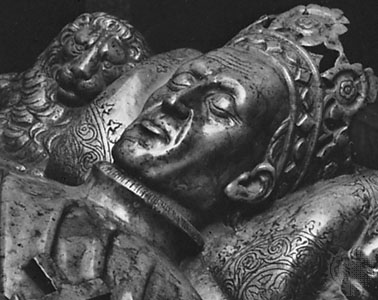
Detail Vladislavova náhrobku na Wawelu

Uzavření krewské unie položilo základy mohutnému soustátí a posílilo postavení jak Polska, tak i Litvy, ale rozpory mezi členy dynastie neodstranilo. Koncem 80. let propukly nanovo. Vytautas, který brzy přestoupil na pravoslaví, navázal kontakty s moskevským dvorem a zasnoubil svoji dceru Sofii s následníkem trůnu Vasilijem. To znepokojilo Jagella i Skirgailu, zvláště když Vytautas, který se chtěl ujmout vlády na západní Litvě s centrem v Trakai, které vládl jeho otec Kęstutis, začal používat titulu veliký kníže. Král se pokusil mezi svými příbuznými zprostředkovat vyrovnání, ale Vytautas se znovu uchýlil k řádu německých rytířů a slíbil jim Žmuď. Křižáci poté podnikli výpravu na Litvu a pronikli téměř až k Vilnu, zatímco moskevské oddíly napadly litevské pohraniční oblasti.
Rozbroje ve velkém knížectví litevském se svými mezinárodně politickými souvislostmi představovaly pro Jagella velké nebezpečí. Navzdory spojení s německým řádem byl Vytautas na Litvě velmi oblíben a stal se mluvčím těch, kteří si nepřáli inkorporaci do polského státu. Proto se král rozhodl k radikálnímu řešení a roku 1392 uzavřel s Vytautasem smlouvu, jíž si zajistil jeho věrnost a pomoc v boji proti společným nepřátelům. Poté přesunul Skirgailu do Kyjeva a správu Litvy svěřil Vytautasovi, který se ujal svého úkolu mnohem energičtěji než jeho předchůdce.
Ani jako polský král si Jagello rozhodně nepočínal jako energický, silný panovník. Jeho hlavní snahy směřovaly k zajištění nástupnického práva Jagellonců, protože sám byl pouze spoluvládcem královny Hedviky. Roku 1399 však Hedvika z Anjou, jež byla zárukou Jagellovy vlády v Polsku, zemřela. Král se nyní rozhodl vyjít vstříc litevským vládnoucím kruhům, které usilovaly o vyjasnění termínu applicare, jímž byl definován budoucí poměr Litvy a Polska v dokumentu o krewské unii a s definitivní platností vyřešit tento problém. Roku 1401 byla uzavřena vilensko-radomská unie, která zaručovala vládu na Litvě Vytautasovi jako velikému knížeti, a to až do jeho smrti. Poté měl litevský stát připadnout polské koruně. Vytautas se zavázal, že napříště neuzavře smlouvu s řádem německých rytířů bez Jagellova souhlasu. Jagello se přestal vměšovat do litevských záležitostí.
Mezitím zahájili křižáci dobývání Žmudě. V zemi však vypuklo roku 1401 proti dobyvatelům povstání, které podpořil a možná i inspiroval Vytautas. Na podzim se rozhořela válka mezi řádem a Litvou, v níž nebyla litevská strana navzdory polské pomoci úspěšná. Do konfliktu se vmísil římský papež Bonifác IX. a zprostředkoval roku 1404 uzavření míru, jímž byla Žmuď přiřčena řádu.

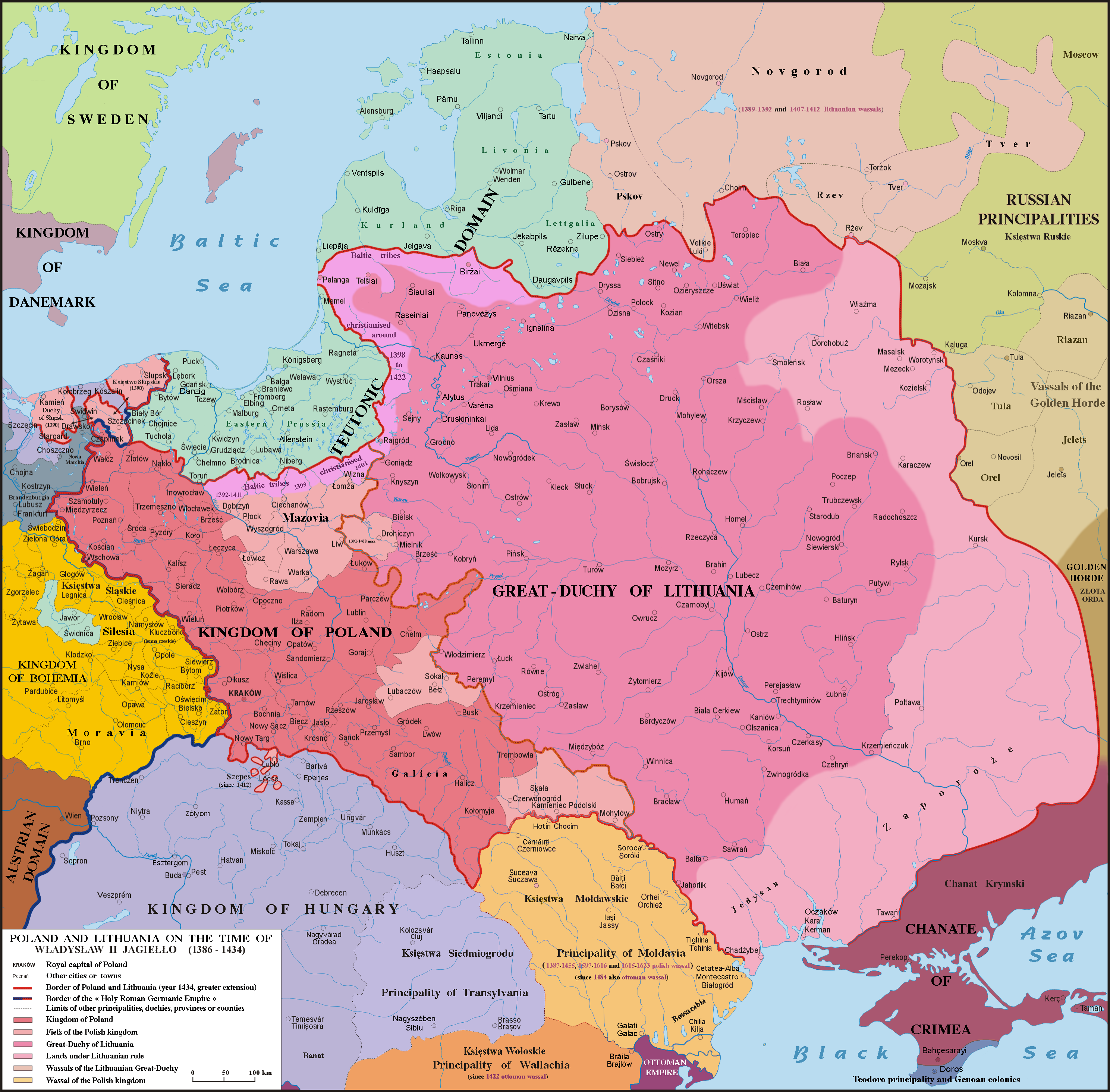
Polsko 1386–1434

Již roku 1409 došlo ve Žmudi k dalšímu, rozsáhlému povstání proti řádu, které se Vytautas rozhodl opět podpořit. Řád doufal, že v konfliktu, který byl nevyhnutelný, zachová Polsko neutralitu, ale Jagello vstoupil do tzv. velké války po boku Litvy. Boje probíhaly na polském a pruském území a vyvrcholily 15. července 1410 katastrofální porážkou řádu u Grunwaldu. Počátkem roku 1411 byl uzavřen první toruňský mír. Řád se musel vzdát Žmudi, která se poté stala součástí litevského velkoknížectví, a Dobrzyňska, jež získalo Polsko. Kromě toho musel polské straně zaplatit vysoké kontribuce jako výkupné za zajaté členy řádu. Soudí se však, že to, co Polsko a Litva získaly na základě mírového ujednání, neodpovídalo vojenskému významu grunwaldského vítězství. Důvodem jistě bylo následné neúspěšné obléhání sídelního hradního komplexu řádu v Malborku a související oslabení polsko-litevských vojsk a také hrozící zahraniční podpora řádu.
Roku 1413 se sešel v Horodłe sněm, reprezentativně navštívený polskou i litevskou katolickou šlechtou a všemi žijícími vnuky knížete Gediminase včetně Jagella a Vytautase. Uzavření horodełské unie vedlo k dalšímu sblížení Litvy s Polskem (na Litvě byl zaveden stejný administrativní systém jako v Polsku) i katolické šlechty obou zemí (litevská šlechta, která byla katolického vyznání, získala stejná práva a svobody jako polská). Na druhé straně se upevnila ustanovením o domácí volbě panovníka na Litvě po Vytautasově smrti, podmíněné srozuměním Poláků, a nutném souhlasu litevské strany k volbě polského krále samostatnost velkoknížectví.
Mezi řádem německých rytířů v Prusích a nyní litevskou Žmudí vypukly již roku 1414 nové neshody, tentokrát kvůli stanovení hranice. Oba soupeři se obrátili na církevní koncil, který právě začal zasedat v Kostnici, ale koncilní otcové nedospěli k žádnému závěru. Jagello a Vytautas proto požádali o arbitráž římského krále Zikmunda Lucemburského, který rozhodl roku 1420 ve Vratislavi ve prospěch řádu. Odsud pak pramenily sympatie Poláků k husitskému hnutí, jehož duchovní stránka jim byla jinak vzdálená. V roce 1421 nabídli čeští husité, kteří po smrti Václava IV. odmítli Zikmundovy dědické nároky, svatováclavskou korunu Jagellovi. Když polský král, vědom si složitosti situace v Čechách a zároveň omezený svými vztahy ke kurii, nabídku nepřijal, obrátili se čeští vyjednavači na Vytautase. Velkokníže neodmítl přímo, ale s vědomím Jagella poslal do Čech jeho synovce Zikmunda Korybutoviče. Přestože získal pro tuto akci souhlas papežské kurie, vzbudili Jagellonci nevoli katolických panovníků ve střední a západní Evropě.

## Dynastické poměry
Aby upevnil své postavení polského krále, oženil se Jagello roku 1402 po smrti královny Hedviky z Anjou s vnučkou posledního piastovského krále Kazimíra III. Annou Cellskou (1380/1381–1416), která rovněž předčasně zemřela. Jeho třetí manželkou byla Alžběta z Pilicy (1372–1420, sňatek 1417). Teprve ve čtvrtém manželství se Sofií Holszanskou (kolem 1405–1461, sňatek 1422) se starý král dočkal narození synů Vladislava (pozdější Vladislav III. Jagellonský), Kazimíra staršího (1426–1427), který zemřel v kojeneckém věku, a Kazimíra mladšího (pozdější Kazimír IV. Jagellonský). Kromě toho měl dvě dcery. Alžběta Bonifatia (1399) z prvního manželství zemřela brzy po porodu krátce před svojí matkou. Jadwiga (1408–1431), dcera Anny Cellské, se dožila dospělosti.